# Anthus melindae
El bisbita de Malindi (Anthus melindae) es una especie de ave paseriforme de la familia Motacillidae endémica de Kenia y Somalia.

## Distribución y hábitat
Se encuentra únicamente en las regiones costeras de Kenia y el sur de Somalia. Su hábitat natural son los herbazales tropicales.